# Amplicincia fletcheri
Amplicincia fletcheri är en fjärilsart som beskrevs av William D. Field 1950. Amplicincia fletcheri ingår i släktet Amplicincia och familjen björnspinnare. Inga underarter finns listade i Catalogue of Life.